# Jack DeJohnette
Jack DeJohnette (Chicago, 9 agosto 1942) è un batterista jazz statunitense.

## Biografia
(Miles Davis, L'Autobiografia con Quincy Troupe)
Dotato di grande tecnica, annoverato tra i più influenti della storia del jazz, DeJohnette ha frequentato gli stili più diversi (hard bop, fusion, free jazz, post-bop). Il suo drumming si segnala per un notevolissimo senso del tempo, grande inventiva e capacità d'improvvisazione. Iniziò la sua carriera come pianista, veste nella quale partecipò anche a diverse sedute di registrazione, ma già da adolescente aveva studiato la batteria che diviene lo strumento privilegiato. Nei primi anni sessanta suona con John Coltrane.
Nel 1966 si trasferisce a New York, dove è nuovamente con Coltrane e Jackie McLean. La sua vera occasione arriva nel 1966 quando entra nel quartetto di Charles Lloyd, con il quale resta per due anni. La fortuna gli arride ancora nel 1969 quando Miles Davis lo chiama nel suo gruppo stellare al posto di Tony Williams, e vi rimane fino al 1972, partecipando tra l'altro alla registrazione del seminale album Bitches Brew, ed incontrandovi Keith Jarrett, il suo partner di molte avventure artistiche a venire.
Dopo l'esperienza con Davis, registra alcuni dischi da leader e sideman con la casa discografica ECM, e crea la sua prima band permanente, "Directions" che apre la strada al secondo gruppo chiamato "New Directions". Agli inizi del 1979 guida gli "Special Edition", combo superlativo che incide degli ottimi dischi e diviene di tendenza negli anni ottanta.
Dal 1983 è membro stabile del trio pianistico di Keith Jarrett. Naturalmente alterna a questo impegno progetti con altri musicisti, come il sassofonista John Surman o il trio "Gateway".
Nel 2006 De Johnette con il Trio Beyond pubblica "Saudades" per l'etichetta tedesca ECM. Saudades è un doppio live registrato durante un concerto che il trio ha tenuto alla Queen Elizabeth Hall di Londra il 21 novembre del 2004. I brani sono presi principalmente da due album del repertorio del Tony Williams Lifetime, ma non mancano alcuni classici come la nota "Seven Steps To Heaven" di Miles Davis. Sopraffine la prova di De Johnette, ma anche quella degli altri 2 membri del "Trio Beyond": Goldings all'organo e Scofield alla chitarra.

## Collaborazioni
- Miroslav Vitous
- John Coltrane
- Miles Davis
- Carlos Santana
- Ornette Coleman
- Sonny Rollins
- Sun Ra
- Jackie McLean
- Thelonious Monk
- Bill Evans
- Stan Getz
- Keith Jarrett
- Chet Baker
- George Benson
- Stanley Turrentine
- Michael Brecker

- Ron Carter
- Lee Morgan
- Charles Lloyd
- Herbie Hancock
- Dave Holland
- Joe Henderson
- Freddie Hubbard
- Abbey Lincoln
- Betty Carter
- Eddie Harris
- Pat Metheny
- Joey Calderazzo
- Esperanza Spalding
- Antonio Faraò
- Lyle Mays

## Equipaggiamento
Batterie Sonor
Sonor Delite Set
1. Cassa 18"
2. Rullante 14"
3. Tom 8"
4. Tom 10"
5. Tom 12"
6. tom 13"
7. Timpano 14"
8. Timpano 16"

Piatti Sabian
Jack DeJohnette Encore Series
1. Hi-Hat 14"
2. Crash 16"
3. Crash 18"
4. Ride 21" / 22"
5. Flat Ride 22"
6. China 20"

Bacchette Vic Firth
1. Jack DeJohnette Signature

Pelli Aquarian
1. Jack DeJohnette Signature

## Discografia

### Come leader
- The DeJohnette Complex (1968)
- Ruta and Daitya (con Keith Jarrett) (1972)
- Sorcery (1974)
- Pictures (1976)
- Directions (1978)
- Special Edition (1979)
- Album Album (1984)
- In Our Style (con David Murray) (1986)
- Music for the Fifth World (con Michael Caine, Will Calhoun, Joan Henry, Lonnie Plaxico, John Scofield, Vernon Reid) (1992)
- Dancing with Nature Spirits (1995)
- Oneness (1997)
- Invisible Nature (con John Surman) (2000)
- Music in the Key of Om (2005), nominato per il Grammy 2006 come miglior album New Age
- Music from the Hearts of the Masters (con Foday Musa Suso) (2005)
- The Ripple Effect (con Ben Surman e Foday Musa Suso) (2005)
- Hybrids (con Ben Surman e Foday Musa Suso) (2005)
- The Elephant Sleeps but Still Remembers (con Bill Frisell) (2006)
- Saudades (con il Trio Beyond: DeJohnette - Goldings - Scofield) (2006)
- Sound Travels (2012)
- Made in Chicago (Live at the Chicago jazz festival) (2015)
- In Movement  (ECM, 2016)
- Return (piano solista, LP vinile) (Newvelle, 2016)
- Hudson  (Motèma Music, 2017)

## Come sideman
Con Antonio Faraò
- Thorn (2000)
- Evan (2013)

## Da co-leader
- Parallel Realities (1990), con Pat Metheny e Herbie Hancock

### Con i Gateway
I Gateway sono un trio con John Abercrombie e Dave Holland:
- Gateway (1975)
- Gateway 2 (1977)
- Homecoming (1994)
- In The Moment (1994)